# Black Swan Records
Black Swan Records este o casă de discuri americană fondată în anul 1921.